# Anadara inaequivalvis
Anadara inaequivalvis (лат.) — вид двустворчатых моллюсков из семейства арок (Arcidae).

## Строение

Ископаемое, плейстоцен

Небольших размеров моллюск, длина раковины — 9,5 см, обычно до 8 см.
В тканях Anadara inaequivalvis обнаружен комплекс каротиноидов, включающий пектенолон, аллоксантин, пектенол А, β-каротин, зеаксантин и диатоксантин. Наблюдается обратная зависимость между содержанием некоторых каротиноидов и активностью антиоксидантных ферментов.

## Распространение
Естественный ареал этого вида охватывает центральную часть Индийского океана от Индии и Шри-Ланки до Индонезии, а также западную часть Тихого океана на север до Японии, на юг до северной Австралии. Как интродуцированный вид отмечен в Средиземном, Адриатическом (в северной части), Чёрном и Азовском морях (в западной и южной частях). На Филиппинах и в Японии используется как объект марикультуры.
В Чёрном море впервые отмечен у берегов Болгарии в 1983 году, куда был занесён с балластом судов из Адриатического моря. В результате этот моллюск расселился вдоль всего побережья Чёрного моря, завершив колонизацию Черноморско-Азовского бассейна заселением в южной и северо-западной части Азовского моря, где был отмечен в Керченском проливе, близ местечка Кирилловка и на Федотовой косе.

## Применение
Раковины моллюска Anadara inaequivalvis представляют собой доступный природный материал, перспективный для использования в качестве биосорбента. Исследования показали их высокую эффективность в удалении ионов тяжёлых металлов, таких как медь (Cu(II)) и свинец (Pb(II)), из загрязнённой воды. Арагонитовая структура раковин с гетерогенной поверхностью обеспечивает значительную сорбционную ёмкость, достигающую 621.1 мг/г для свинца. Процесс сорбции характеризуется спонтанностью и выделением тепла (экзотермический процесс). Эти свойства, вкупе с низкой стоимостью и доступностью материала, делают раковины Anadara inaequivalvis потенциально ценным ресурсом для очистки сточных вод и решения экологических проблем, связанных с загрязнением тяжёлыми металлами.